# Budinščina
Budinščina je opčina v Chorvatsku v Krapinsko-zagorské župě. Nachází se asi 16 km severozápadně od Zlataru a asi 38 km jihovýchodně od Krapiny. V roce 2011 žilo v opčině 2 503 obyvatel. Správním střediskem opčiny je téměř stejnojmenná vesnice Budinšćina.
Do teritoriální reorganizace v roce 2010 bylo Mače součástí opčiny Zlatar Bistrica.
Součástí opčiny je celkem třináct trvale obydlených vesnic. Dříve se vesnice Krapinica dělila na sídla Krapinica I a Krapinica II.
- Budinšćina – 538 obyvatel
- Gotalovec – 155 obyvatel
- Grtovec – 342 obyvatel
- Krapinica – 260 obyvatel
- Marigutić – 26 obyvatel
- Pažurovec – 83 obyvatel
- Pece – 296 obyvatel
- Pokojec – 6 obyvatel
- Pomperovec – 48 obyvatel
- Prepuštovec – 77 obyvatel
- Sveti Križ – 128 obyvatel
- Topličica – 159 obyvatel
- Zajezda – 385 obyvatel

Opčinou prochází státní silnice D24 a župní silnice Ž2130, Ž2131 a Ž2169. Protékají zde říčky Krapinčica a Topličica, které jsou zdrojnicemi řeky Krapiny, která zde vzniká.